# Valle del Oza

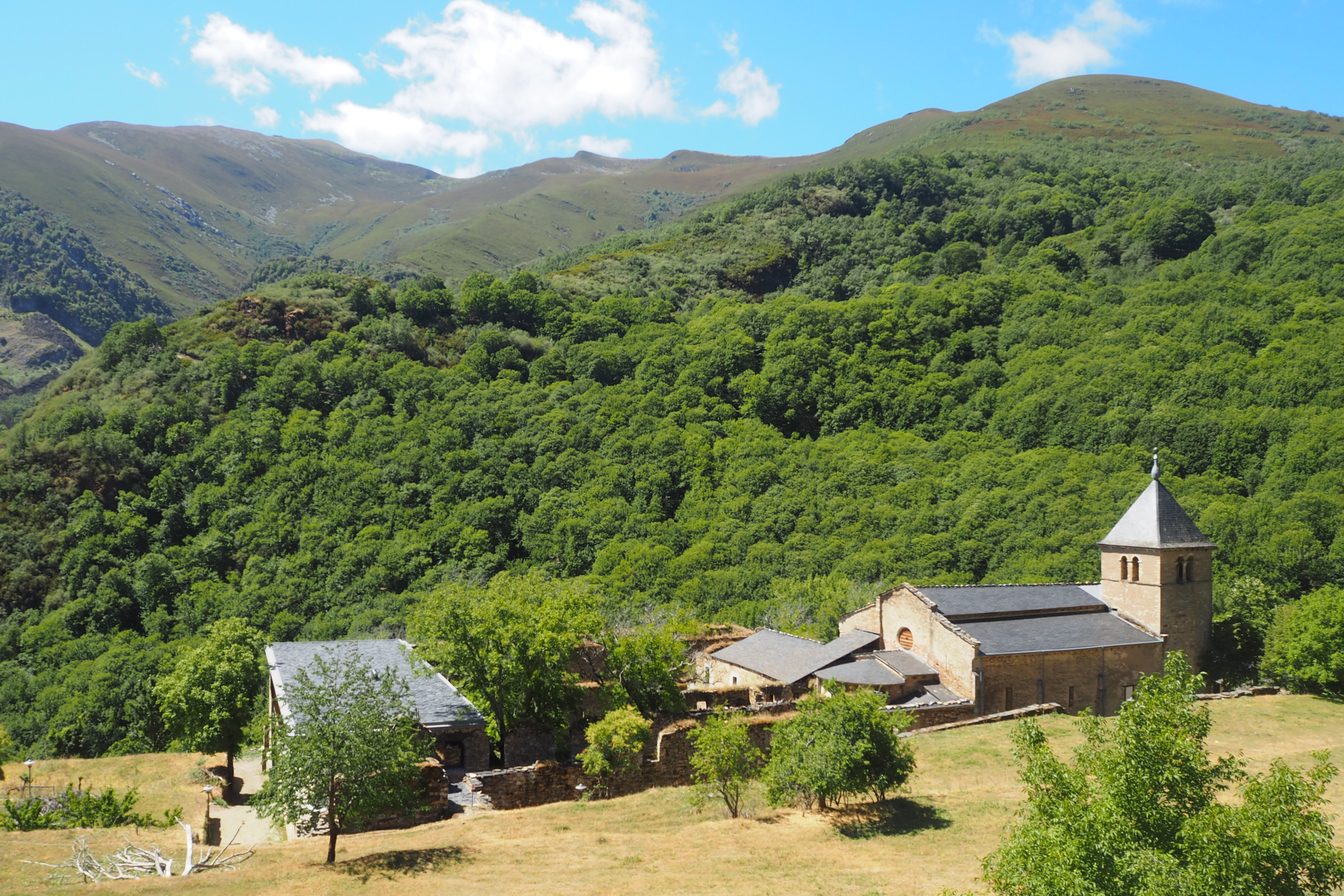
Monasterio de San Pedro de Montes

El valle del Oza o Valdueza es un valle y comarca natural y tradicional, situado al sur de la comarca del Bierzo, en la provincia de León, dentro del municipio de Ponferrada. El valle se origina en las faldas de los montes Aquilianos, pertenecientes a los montes de León. Su topografía montañosa generó una tradición cultural y agrícola arraigada, con una economía históricamente vinculada a la agricultura y la ganadería.
Fue la cuna de la Tebaida leonesa, llamada así por los templos que se encontraban en esa zona, que recordaban, por su cantidad, la Tebas egipcia.Entre sus templos destacan la iglesia de Santiago de Peñalba, una joya mozárabe del siglo X, y el Monasterio de San Pedro de Montes.

## Etimología
La Valdueza o Valle del Oza, toma su nombre del río que la atraviesa, el río Oza (también denominado río Valdueza). Este río tiene su origen en Peñalba de Santiago, situado al pie del valle del Silencio, alimentándose de la confluencia de los arroyos Peñalba, Friguera y Silencio. Aguas abajo, se une al Arroyo de Montes de Valdueza antes de desembocar en el río Sil.

## Pueblos de la Valdueza
Forman parte de la Valdueza los siguientes pueblos pertenecientes al municipio de Ponferrada, salvo Ferradillo que pertenece al municipio de Priaranza del Bierzo.

### Localidades de la Valdueza
- Peñalba de Santiago
- Montes de Valdueza
- San Cristóbal de Valdueza
- Manzanedo de Valdueza
- San Clemente de Valdueza
- Valdefrancos
- San Esteban de Valdueza
- San Adrián de Valdueza
- Villanueva de Valdueza
- Valdecañada
- Santa Lucía
- Ozuela
- Orbanajo
- Toral de Merayo

### Pueblos que suelen incluirse en la Valdueza y que no pertenecen al valle del río Oza

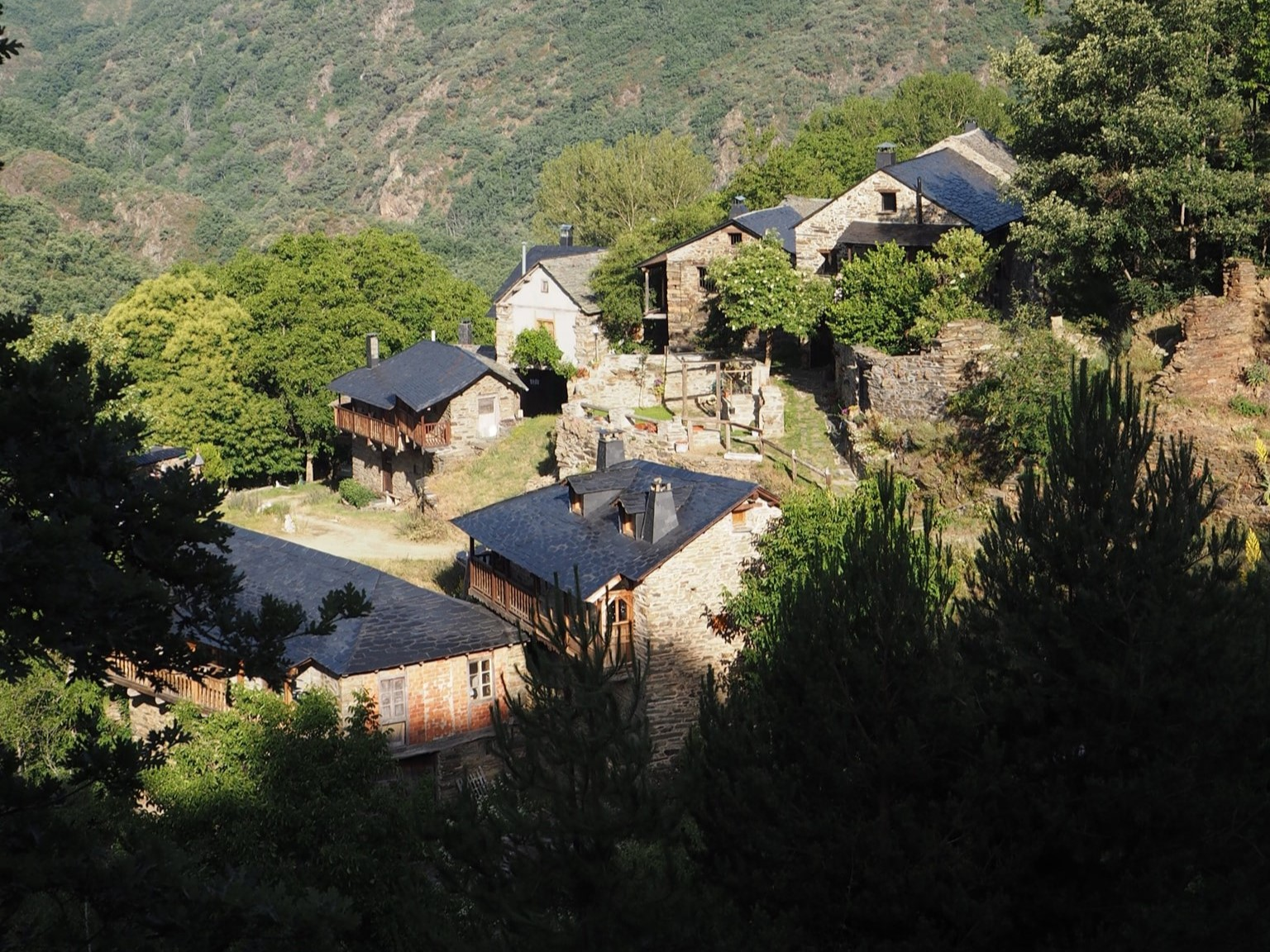
Palacios de Compludo

#### Valle de Compludo
- Carracedo de Compludo
- Compludo
- Espinoso de Compludo
- Palacios de Compludo

#### Los Barrios
- Lombillo de los Barrios
- Salas de los Barrios
- Villar de los Barrios

#### Otros Valles

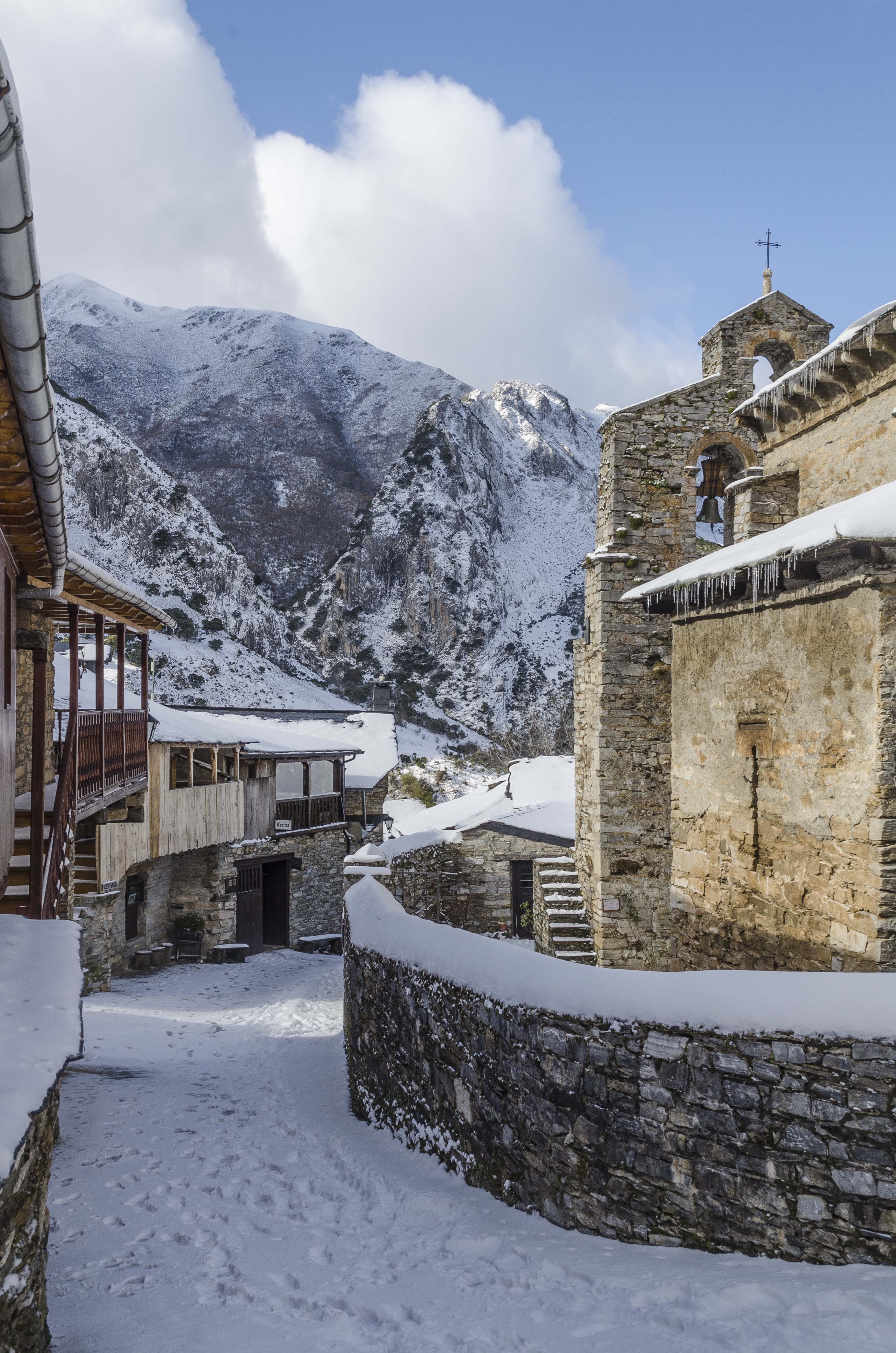
Nevada sobre la iglesia de Santiago de Peñalba con el valle del Silencio al fondo

- Bouzas
- Ferradillo
- Rimor

## Hidrografía
Numerosos arroyos dan sus aguas al río Oza.
En Peñalba de Santiago, el arroyo de Peñalba recoge las aguas del arroyo del Aro y del arroyo del Silencio, este último recibe el nombre del Valle del Silencio; el arroyo de Montes vierte las aguas del valle de Montes de Valdueza, y el arroyo de Manzanedo las del valle de Manzanedo de Valdueza y San Cristóbal de Valdueza, surgiendo, de esta confluencia de arroyos, el río Oza.
En San Clemente de Valdueza recibe las aguas del arroyo de la Roseda; en Valdefrancos recibe las aguas del río Guío, y del río Valdueza; en San Esteban de Valdueza el arroyo de Villanueva vierte las aguas del valle de San Adrián de Valdueza y Villanueva de Valdueza, y aguas abajo recibe las aguas del barranco de Juan Prieto; en Valdecañada vierte sus aguas el arroyo Valdecima y a escasos kilómetros el río Ozuela; antes de su desembocadura en el río Sil, a la altura de Toral de Merayo, recibe las aguas del reguero de los Predos.
Del río Oza, durante décadas, la ciudad de Ponferrada y sus alrededores, tomaron el agua para consumo humano. Actualmente se intenta reducir al máximo el agua captada para evitar sobrepasar el mínimo ecológico, captándose agua desde el embalse de Bárcena.

## Arquitectura
Una de sus principales señas de identidad es su arquitectura popular que comparte, en gran parte, con otras zonas del Bierzo, especialmente el sur del Bierzo. Son construcciones conocidas como casas solariegas caracterizadas por tejados (llamados enlosados) de pizarra; muros de piedra (piedra caliza-mármol en Peñalba de Santiago y Montes de Valdueza principalmente); corredores en voladizo, muchas veces con acceso a través de escalera exterior, que pueden ser abiertos o , habitualmente, cerrados, debido a los rigores invernales; cuadra para ganado y caballerizas y/o bodega en el piso inferior; es bastante habitual la existencia de hornos situados en un extremo de la edificación con forma redondeada al exterior. La planta suele ser cuadrada con las esquinas redondeadas al exterior. 
Actualmente se llevan a cabo acciones correctivas, especialmente en Peñalba de Santiago, que cuenta con una protección especial, para subsanar las intervenciones estéticas que han afectado a las edificaciones tradicionales mediante el empleo de materiales modernos como la uralita y el aluminio. Con las normativas actuales de patrimonio, se prohíben las intervenciones que alteren el estado original de la arquitectura popular, con el objetivo de preservar y salvaguardar el valor histórico y cultural de la región.